# 中年の危機
中年の危機（ちゅうねんのきき）とは、中年期特有の心理的危機、また中高年が陥る鬱病や不安障害のことをいう。ミッドライフ・クライシス（Midlife crisis）の訳語であり、ミドルエイジ・クライシス（Middle age crisis）とも表記される。
中年期は働き盛り、熟年とも呼ばれ、1960年代までは人生の最盛期として認識されてきた。1970年代より発達心理学では、中年期を大多数の大人が経験する人生の一つの段階として研究が進められ、臨床心理学などを含めて「中年期危機」という用語が用いられるようになった。
中年の危機は30代後半から40代にかけての中年の入り口で体験される他、現役引退期にも訪れやすい。しかし2020年現在では30代でも若手や青年などと扱われることが少なくなく、逆に30代を中年や中高年と呼ぶ人は多くはない為、入り口と呼べる年齢に制限は無い状態にある。

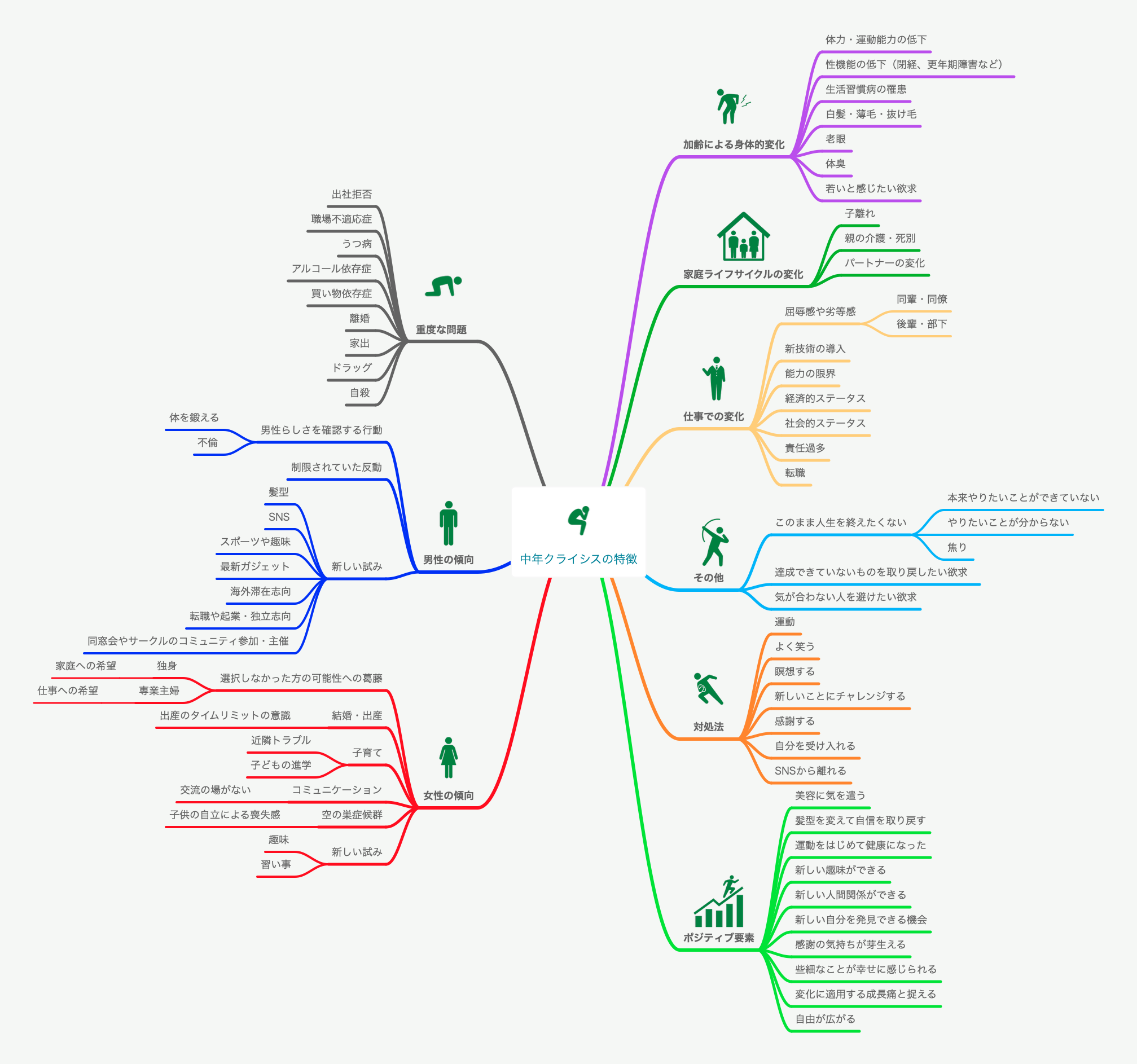
中年クライシス特徴マップ

## 用語の混同
「中年の危機」という言葉は、中年期を迎えた個人が経験するアイデンティティや自己肯定感の変化、すなわち中年期の心理的危機と、中年期にありがちな個々のストレス要因とが混同される事が多い。本来の用法では前者を指すが、後者にも用いられる事がしばしばであるが現在では中年という言葉自体を嫌っている人間もたくさんいる。

## 心理学における「中年期」の諸見解
ユングは、一貫したライフサイクルという概念を生み出し、特に、人生の後半における成人の発達に着目した。ユングは、人間の一生を太陽の運行になぞらえ、40歳前後を「人生の正午」と呼び、40歳前後を頂点として、人生を前半と後半に区分した。前半期の心の発達が、職業を得て社会に根づくことや、家庭を築くことなど、外的世界へ自己を適応させていくことであったのに対して、人生後半期の発達は、自己の内的欲求や本来の自分の姿を見出し、それを実現させていくことによって達成されると考えた。
ヴィンソンは、40人の中年男性の個人史を検討し、成人期には、40〜45歳の人生中間の移行期と、60〜65歳の成人期後期移行期という、2つの転換期が存在するとしている。
岡本祐子は、成人期における各年齢期に特徴的な心理的変化を見いだし、30代後半から40代前半の中年期と、60歳前後の老年期への移行期に、さまざまな自己意識に急激な変化が起こりやすいことを示唆した。また、岡本は、中年期に見られる自我同一性意識の変化過程には次の4つの段階があるとしている。それは、(1)心身の変化の認識にともなう危機期、(2)自己の再吟味と再方向づけへの模索期、(3)これまでの生き方の軌道修正・軌道転換期、(4)自我同一性の再確立期 である。

## 中年の危機の要因
中年期の心理的な危機とそれに伴う臨床的な問題は、以下のような中年期特有のストレス要因の発生（すなわちストレスの発生）によって生じやすい。しかし、ライフスタイルやライフコースは多様であり、必ずしもこれらのみが原因とは言い切れない。
加齢による身体的変化
中年期には体力・運動能力の低下に加え、生活習慣病の罹患、性機能の低下や閉経、更年期障害といった身体的変化を体験するが現代医学の進歩により、回避（老化防止）や防止などこれらの改善方法がいくつか提示されている。
家族ライフサイクルの変化
中年期の女性の心理的問題には子離れに伴うものが多い。夫婦共通の目標を見失うことで、父親・母親という役割によって成り立っていた夫婦関係を再確認する欲求が高まる。また、老年期の親の介護や、死別し残された親を引き取るなど、家族構成の再編成を迫られて危機が表面化する場合もある。
職場での変化
新技術の導入、年功序列制の揺らぎといった職場環境の急激な変化や、出世や能力の限界が見える挫折体験など。
中年期にはこれらの問題が一気に増え始める。人生前半期では獲得的・上昇的変化であったものが、中年期には喪失・下降的変化として体験される特質がある。中年期の変化によって生じる臨床的問題は、これらの要因による構造的葛藤と捉えることができる。

## 中年期の心理的危機
中年期の心理的葛藤は、以下のような感情や行動となって表れる。
- 出社拒否などの職場不適応症、うつ病、アルコール依存症といった臨床的な問題[1]
- 空の巣症候群
- 自己の限界の自覚
- 達成する事の出来なかった物事への深い失望や後悔
- より成功した同輩・同僚に対する屈辱感・劣等感
- 自分はまだ若いと感じたい、また若さを取り戻したいという思い
- 一人になりたい、もしくは気心の知れた者以外とは付き合いたくないという欲求
- 性的に活発になろうとする、もしくは逆に全く不活発になる
- 自身の経済的状況や社会的ステータス、健康状態に対する憂鬱、不満や怒り
- 人生の前段階で犯した過ちを正す、または取り戻そうとする

## 日本での状況
- 「中年」が思い煩う時期という意味から、「中学生」の思春期になぞらえて、第二の思春期、または思秋期（ししゅうき）などとも呼ばれることがある。
- 男性で42歳、女性で33歳、37歳の厄年をこうした心理的危機が起こりがちな時期と捉え、両者を結び付けて論じられる事がしばしばある。
- 日本では、不況やリストラの影響で年間自殺者数が3万人を超えた1998年から2012年までの期間に、特に中高年男性の自殺率が急増したことから、注意喚起がなされている[7]。（日本における自殺を参照）